# John Bagot Glubb
Generalløjtnant Sir John Bagot Glubb, KCB, CMG, DSO, OBE, MC, KStJ, KPM (født 16. april 1897, død 17. marts 1986), kendt som Glubb Pasha, var en britisk soldat og officer, der mellem 1939 og 1956 opbyggede og ledte den transjordanske Arabiske legion som øverstbefalende. Under 1. verdenskrig gjorde han tjeneste i Frankrig.

## Biografi
John Glubb blev født i Preston i Lancashire og blev uddannet på Cheltenham College og blev herefter i 1915 optaget i det britiske militærkorps Royal Engineers, hvor han gjorde tjeneste i Frankrig på Vestfronten, hvor hans kæbe blev knust. Efter afslutningen af 1. verdenskrig blev han i 1920 udsendt til Mandatområdet i Mesopotamien (det nuværende Irak), der var administreret af Storbritannien under Folkeforbundets overhøjhed. I 1922 blev han udstationeret i Ramadi.
I 1930 blev han officer i den Arabiske legion, en hærenhed etableret af Storbritannien med rekrutterede arabiske soldater. Året efter dannede han enheden 'Desert Patrol', der bestod af beduiner, for at opnå en afslutning på de mange plyndringer, der på daværende tidspunkt plagede den sydlige del af området. Efter nogle år lykkedes det Glubbs styrke at bringe plyndringerne blandt de forskellige beduinstammer til ophør.
I 1939 efterfulgte Glubb Frederick G. Peake som øverstkommanderende for den Arabiske legion. Under Glubbs kommando blev den Arabiske legion den mest veltrænede styrke i den arabiske verden.
Ifølge værket Encyclopædia of the Orient (i oversættelse):
| Citat | Glubb tjente sit hjemland gennem alle årene i Mellemøsten, hvis til sidst gjorde ham umådelig upopulær. Arabiske nationalister mente, at han stod bag det pres, der fik Kong Hussein af Jordan til at tilslutte sig Bagdadpagten. Glubb indtog forskellige høje stillinger i den transjordanske hær, den Arabiske legion. Under 2. verdenskrig ledte han angreb mod arabiskee ledere i Irak, såvel som mod Vichy-regeringen, der var til stede i Libanon og Syrien. Under den arabisk-israelske krig i 1948 var den arabiske legion anset som den stærkeste arabiske hær under krigen.. Glubb ledte den arabiske legion over Jordanfloden og besatte Vestbredden (maj 1948). På trods af nogen forhandling og en vis forståelse mellem THe Jewish Agency og Kong Abdullah, udbrød voldsomme kampe ved Kfar Etzion (maj 1948), Jerusalem og Latrun (maj-juli 1948). Ifølge Avi Shlaim, Rygterne om, at Abdullah atter var i kontakt med de jødiske ledere medvirkede til en yderligere forværring af hans position i den arabiske verden. Hans mange kritikere mente, at han var rede til at ofte det arabiske krav om hele Palæstina, hvis han blot selv kunne få en del af Palæstina selv. "Disse interne arabiske stridigheder fylder mere i hovederne på arabiske politikere end kampen mod jøderne" rapporterede Glubb. "Azzam Pasha, den syriske 'mufti' og den syriske regering ville helle se jøderne få hele Palæstina end at Kong Abdullah skulle få en fordel." (p. 96) | Citat |
|       | |       |

Glubb havde kommandoen over forsvaret af Vestbredden efter våbenhvileaftalerne i marts 1949. Han beholdt kommandoen over den arabiske legion indtil den 1. marts 1956, hvor Kong Hussein fjernede britiske officerer i den jordanske hær. Hussein ønskede at distancere sig fra Storbritannien og at modbevise de arabiske nationalisters påstand om, at Glubb var den reelle hersker i Jordan. Uenigheder mellem Glubb og Hussein havde været tydelige siden 1952, særligt over forsvarsaftaler, forfremmelse af arabiske officerer og og bevillinger til den arabiske legion. På trods af sin fyring, der delvist var dikteret af folkestemningen, forblev han en tæt ven med Kong Hussein.
Han tilbragte resten af sit liv med at skrive bøger og artikler, primært om Mellemøsten og om sine oplevelser med araberne.

## Familie
Glubb giftede sig i 1938 med Muriel Rosemary Forbes. Parret fik sønnen Godfrey (født i Jerusalem i 1939) og en yderligere søn i 1940, men denne døde kort efter fødslen. De adopterede i 1944 en tre måneder gammel beduin-pige, Naomi, og i 1948 adopterede parret yderligere to palæstinensiske flygtningebørn, der blev givet navnene John og Mary.
Glubb var søn af generalmajor Frederic Manley Glubb, der også deltog i 1. verdenskrig, og Letitia Bagot. Han var bror til racerkøreren Gwenda Hawkes.
Glubb døde i 1986 i sit hjem i Mayfield i East Sussex. Kong Hussein holdt tale ved Glubbs begravelse i Westminster Abbey den 17. april 1986. Hans enke døde i 2006, hvorefter Glubbs papirer blev lagt i depot i 'Middle East Centre Archive' ved St Antony's College i Oxford.

## Bogudgivelser[8]
- (With Henry Field) The Yezidis, Sulubba, and Other Tribes of Iraq and Adjacent Regions, G. Banta, 1943.
- The Story of the Arab Legion, Hodder & Stoughton, 1948, Da Capo Press, 1976.
- A Soldier with the Arabs, Hodder & Stoughton, 1957.
- Britain and the Arabs: A Study of Fifty Years, 1908 to 1958, Hodder & Stoughton, 1959.
- War in the Desert: An R.A.F. Frontier Campaign, Hodder & Stoughton, 1960, Norton, 1961.
- The Great Arab Conquests, Hodder & Stoughton, 1963, Prentice-Hall, 1964.
- The Empire of the Arabs, Hodder & Stoughton, 1963, Prentice-Hall, 1964.
- The Course of Empire: The Arabs and Their Successors, Hodder & Stoughton, 1965, Prentice-Hall, 1966.
- The Lost Centuries: From the Muslim Empires to the Renaissance of Europe, 1145–1453, Hodder & Stoughton, 1966, Prentice-Hall, 1967.
- Syria, Lebanon and Jordan, Walker & Co., 1967.
- The Middle East Crisis: A Personal Interpretation, Hodder & Stoughton, 1967.
- A Short History of the Arab Peoples, Stein & Day, 1969.
- The Life and Times of Muhammad, Stein & Day, 1970.
- Peace in the Holy Land: An Historical Analysis of the Palestine Problem, Hodder & Stoughton, 1971.
- Soldiers of Fortune: The Story of the Mamlukes, Stein & Day, 1973.
- The Way of Love: Lessons from a Long Life, Hodder & Stoughton, 1974.
- Haroon Al Rasheed and the Great Abbasids, Hodder & Stoughton, 1976.
- Into Battle: A Soldier's Diary of the Great War, Cassell, 1977.
- The Fate of Empires and Search for Survival, Blackwood (Edinburgh), 1978.
- Arabian Adventures: Ten Years of Joyful Service, Cassell (London), 1978.
- The Changing Scenes of Life: An Autobiography, Quartet Books (London), 1983.